# Mortagne (Vosges)
Mortagne ist eine französische Gemeinde mit 188 Einwohnern (Stand 1. Januar 2022) im Arrondissement Saint-Dié-des-Vosges des Départements Vosges im Nordosten Frankreichs.
Sie teilt sich den Namen mit dem namensgebenden Fluss, der ein Stück an der südlichen Gemarkungsgrenze entlang fließt.

## Geografie
Die Gemeinde verteilt sich auf den wellenförmigen Ausläufern der Vogesen über verschiedene Weiler, zu denen als die wichtigsten l’Orme, Bout du Dessus, Bout du Milieu und Bout du Dessous gehören. Durch die Gemeinde fließt der kleine Fluss Mossoux, ein Nebenfluss rechts der Mortagne. Ein Großteil des Tales bleibt hier wild und unkultiviert: Der letzte Bauernhof auf dem Weg zum Wald heißt Das Ende der Welt.
Mortagne erstreckt sich über 2222 Hektar Land, der Großteil ist Wald, es gibt nur 280 Hektar Acker- und 100 Hektar Wiesenfläche.

### Nachbargemeinden
Mortagne grenzt im Norden an die Gemeinde Autrey und La Bourgonce, im Osten an Saint-Michel-sur-Meurthe und Saint-Dié-des-Vosges, im Südosten an die Gemeinde Taintrux, im Süden an Bois-de-Champ und Les Rouges-Eaux, sowie im Westen an Brouvelieures und Fremifontaine.

## Geschichte
Das älteste Dokument mit Bezug zur Gemeinde stammt aus dem Jahr 1578 und bezieht sich auf eine gemeinsame Weide.
Die Kirche von Mortagne wurde 1840 erbaut und 1843 fertiggestellt; sie ist dem Heiligen Matthias geweiht. Das Schulgebäude stammt von 1842.

### Etymologie
Der Name „Mortagne“ im Département Vosges stammt vermutlich vom keltischen Namen des Flusses. Frühere Schreibweisen waren Mortesna, Mortennam und eine Patois-Version, Moutone, mit der Wortbedeutung Hügel, Erdhügel oder Eminenz.
Damit leitet sich der Name ganz anders her als bei anderen Orten mit dem Namen Mortagne; dort wird der Name römischem Ursprung zugeschrieben und beziehe sich auf „Mauretanien“ oder genauer auf ein Lager eines maurischen Regiments während der letzten Jahrhunderte des Römischen Reiches. Doch auch bei Mortagne haben im Jahr 1823 Ausgrabungen die Existenz eines stationären römischen Lagers enthüllt.
In den Jahren zwischen 1831 und 1836 wurden Mortagne und das Nachbardorf Les Rouges-Eaux auf königlichen Befehl zusammengelegt.

## Demographische Daten
Die Bevölkerungsentwicklung lässt sich an den Volkszählungen seit 1793 ablesen. Seit den frühen 2000er Jahren werden die Einwohnerzahlen der Gemeinden jährlich veröffentlicht, wobei eine Vollerhebung alle fünf Jahre stattfindet.

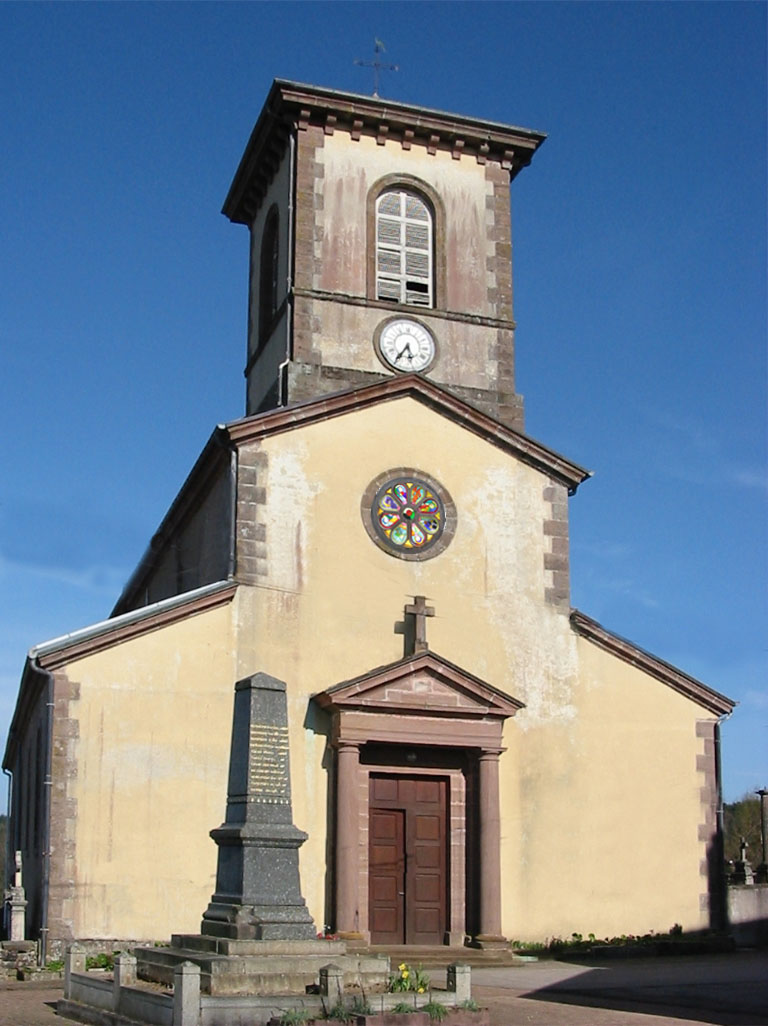
Kirche Saint-Mathieu

| Jahr      | 1962 | 1968 | 1975 | 1982 | 1990 | 1999 | 2007 | 2019 |
| Einwohner | 177  | 146  | 118  | 112  | 119  | 151  | 164  | 171  |